# Jarrad Branthwaite
Jarrad Paul Branthwaite (* 27. Juni 2002 in Carlisle) ist ein englischer Fußballspieler, der beim FC Everton unter Vertrag steht.

## Karriere
Branthwaite begann seine fußballerische Karriere in seiner Geburtsstadt, bei Carlisle United. Bei Carlisle war er bis 2019 in der Jugend aktiv, stand jedoch bereits in der Saison 2018/19 acht Mal im Kader der Profis in der League Two. In der Folgesaison stand er in der Ligapartie gegen Plymouth Argyle das erste Mal für die Profis auf dem Platz. Sein erstes Tor für die Mannschaft schoss er am 12. November 2019 (3. Spieltag) in einem Gruppenspiel der EFL Trophy gegen den FC Morecambe. Insgesamt lief er in der Saison 2019/20 in neun Ligaspielen für die Cumbrians auf. Im Januar 2020 wechselte Branthwaite für ca. eine Million Euro in die Premier League zum FC Everton. Am 12. Juli 2020 (35. Spieltag) debütierte er in der höchsten englischen Spielklasse bei der Niederlagen gegen die Wolverhampton Wanderers, als er eine Halbzeit spielen durfte. Bei Everton stand er auch in den drei restlichen Partien bis zum Saisonende in der Startelf. Außerdem gab er sein Debüt für die U23 Evertons gegen Manchester City, als er unter anderem das einzige Tor der Mannschaft erzielte. Des Weiteren spielte er ein weiteres Mal für die U23 der Toffees, stand er gegen den FC Chelsea über die volle Spielzeit auf dem Platz. In der Saison 2020/21 kam er lediglich zu drei Premier-League-2-Einsätzen und wurde nur in drei Spieltagskader der Erstmannschaft berufen. Daraufhin wurde Branthwaite bis zum Ende der Spielzeit 2020/21 an die Blackburn Rovers in der EFL Championship verliehen. Für die Rovers debütierte er am 16. Januar 2021 (24. Spieltag) bei einem 1:1-Unentschieden gegen Stoke City. Nach diesem Spiel wurde er von vielen Vereinsmitgliedern und auch dem Trainer Neil Warnock als Man of the Match bezeichnet.
Mitte Juli 2022 verlieh der FC Everton den 20-Jährigen für die gesamte Saison 2022/23 an den niederländischen Erstligisten PSV Eindhoven.

## Erfolge
- Niederländischer Pokalsieger: 2023